# Liste der Fernstraßen in der Sowjetunion
Die Fernstraßen in der Sowjetunion waren meist mit einem M für Magistrale sowie einer Nummer gekennzeichnet. Man unterscheidet in der Nummerierung nicht zwischen einfachen Fernstraßen und Autobahnen. Einige der genannten Städte haben heute einen anderen Namen.
(Stand 1991)

Fernstraßennetz der Sowjetunion (1991)

M1 polnische Grenze – Brest – Minsk – Smolensk – Wjasma – Moskau
M2 Moskau – Tula – Orjol – Kursk – Belgorod – Charkow – Dnepropetrowsk – Saporischschja – Melitopol – Simferopol
M3 Moskau – Kaluga – Brjansk – Kopti
M4 Moskau – Kaschira – Nowomoskowsk – Woronesch – Rostow am Don
M5 Moskau – Rjasan – Pensa – Toljatti – Ufa – Tscheljabinsk
M6 Kaschira – Tambow – Wolgograd – Astrachan
M7 Moskau – Wladimir – Nischni Nowgorod – Tscheboksary – Kasan
M8 Moskau – Jaroslawl – Wologda – Archangelsk
M9 Riga – Welikije Luki – Rschew – Moskau
M10 finnische Grenze – Wyborg – Leningrad – Nowgorod – Twer – Moskau
M11 Tallinn – Narva – Leningrad
M12 Tallinn – Riga – Vilnius – Minsk
M13 Brjansk – Klinzy – Homel – Pinsk – Kobryn
M14 Brest – Luzk – Ternopil – Czernowitz – Bălți – Chișinău – Odessa
M17 tschechoslowakische Grenze – Uschgorod – Lwow – Shitomir – Kiew
M18 Leningrad – Petrosawodsk – Murmansk
M19 Kiew – Poltawa – Charkow – Slowjansk – Schachty
M20 Leningrad – Pskow – Newel – Wizebsk – Homel – Tschernigow – Kiew – Uman – Odessa
M21 Chișinău – Kirowograd – Dnepropetrowsk – Donezk – Lugansk – Kamensk-Schachtinski – Wolgograd
M23 Odessa – Cherson – Melitopol – Mariupol – Taganrog – Rostow am Don
M24 Jerewan – Qazax
M25 Simferopol – Kertsch – Anapa – Noworossijsk
M27 Noworossijsk – Tuapse – Sotschi – Suchumi – Kutaisi – Tbilisi – Gäncä (Kirowabad) – Baku
M29 Rostow am Don – Armawir – Naltschik – Grosny – Machatschkala – Derbent – Baku
M32 Samara – Uralsk – Aktjubinsk – Kysyl-Orda – Tschimkent
M34 Duschanbe – Taschkent
M36 Swerdlowsk – Tscheljabinsk – Troizk – Kostanai – Zelinograd – Karaganda – Balqasch – Alma-Ata
M37 Krasnowodsk – Asgabat – Mary – Buchara – Samarkand
M38 Omsk – Tscherlak – Pawlodar – Semei – Saissan – chinesische Grenze
M39 Termiz – Samarkand – Taschkent – Tschimkent – Taras – Frunse – Alma-Ata
M41 Termiz – Duschanbe – Osch – Karabalta
M51 Tscheljabinsk – Kurgan – Petropawlowsk – Omsk – Nowosibirsk
M52 Nowosibirsk – Barnaul – Gorno-Altaisk – Taschanta – mongolische Grenze
M53 Nowosibirsk – Kemerowo – Krasnojarsk – Irkutsk – Listwjanka
M54 Krasnojarsk – Abakan – Kysyl – Ersin
M55 Irkutsk – Ulan-Ude – Tschita
M56 Jakutsk – Nerjungri – Newer
M60 Chabarowsk – Ussurijsk – Wladiwostok

## Fernstraßen der Nachfolgestaaten
- Liste der Fernstraßen in Armenien
- Liste der Fernstraßen in Aserbaidschan
- Liste der Fernstraßen in Belarus
- Liste der Nationalstraßen in Estland
- Liste der Fernstraßen in Georgien
- Liste der Fernstraßen in Kasachstan
- Liste der Passstraßen in Kirgisistan
- Liste der Staatsstraßen 1. Ordnung in Lettland
- Liste der Fernstraßen in Litauen
- Liste der Fernstraßen in der Republik Moldau
- Liste der Fernstraßen in Russland
- Liste der Fernstraßen in der Ukraine